# 拉讷维尔-昂图尔纳菲
拉讷维尔-昂图尔纳菲（法語：La Neuville-en-Tourne-à-Fuy）是法国大东部大区阿登省的一个市镇，属于勒泰勒区。该市镇2009年时的人口为578人。

## 人口
拉讷维尔-昂图尔纳菲人口变化图示
| 数据来源：INSEE |